# Ett gott parti
Ett gott parti är en komediserie som sändes under hösten 2007 på TV4. Manuset är skrivet av Fredrik T Olsson och serien regisserades av Daniel Lind Lagerlöf. Manuset var från början tänkt till en långfilm. Serien består av tolv avsnitt.

## Handling
När Theo Rosén av misstag blir vald till partiledare för partiet Demokraterna blir alla chockade. Egentligen var det partisekreteraren Jan-Erik Thoor som skulle bli ny partiledare. Utnämnandet får partiet att stiga i popularitet (8 procentenheter sägs det) och partiet ser ingen annan utväg än att låta Theo få vara kvar på sin post. Theo hamnar i kniviga situationer hela tiden som kan ställa till det för partiet, som tur är har han sin pressekreterare Paula Hammargren till hjälp.
Efter att Theo blivit partiledare tänds ett hopp hos honom om att äntligen kunna bli accepterad av sin svärfar Gunnar Mosander som grundade partiet Demokraterna på femtiotalet. Sonja Rosén, Gunnars dotter och Theos fru, har dock alltid trott på Theos politiska karriär.

## Rollista
- Loa Falkman - Theo Rosén
- Sissela Kyle - Sonja Rosén
- Per Svensson - Jan-Erik Thoor, partisekreterare
- Christine Meltzer - Paula Hammargren, pressekreterare
- Sofia Ledarp - Linn
- Sten Ljunggren - Gunnar Mosander, Theos svärfar
- Carla Abrahamsen - Frida, Roséns tonårsdotter
- Happy Jankell - Jessica, Fridas kompis
- Harald Lönnbro - Ralf, ledare för ungdomsförbundet

Gästskådespelare:
- Daniela Svensson - Anna Kling
- Jonas Bergström - Tallberg
- Clas-Göran Turesson - Grip
- Malin Morgan - journalist
- Johan Hedenberg - Björn Wennberg, journalist
- Sofi Helleday - Annica Wennberg
- Ingar Sigvardsdotter - medverkande mamma i fotoreportage
- Sanna Mari Patjas - sjukhusreceptionist
- Moa Gammel - löjtnant Borell
- Mats Bergman - överstelöjtnant Abrahamsson
- Niklas Falk - Tom Rydbeck
- Agneta Ahlin - Eva
- Lena Strömdahl - Eva-Lena Ek
- Bengt Järnblad - rikspolischefen
- Mats Rudal - Wegnert